# エクセル茨城境
エクセル茨城境（エクセル いばらきさかい）は、茨城県猿島郡境町にある日本中央競馬会場外勝馬投票券発売所である。

## 概要
本施設は、全席有料入場制による場外発売所「エクセル」として運営されるが、日本初となるキャッシュレス投票方式（JRA-UMACA）の専用場外発売所である。
当初は2020年5月9日の開業を予定していたが、新型コロナウイルス感染拡大の影響により開業が延期され、新たな開業日を2021年1月23日とすることが2020年12月9日にJRAから発表された。しかし新型コロナウイルスの感染再拡大により再び開業を延期することが2021年1月5日にJRAから発表された。
2021年3月21日、同年4月10日に開業することがJRAから発表された。これにより、当初の予定からは結果的におよそ11ヶ月遅れでの開業となった。

### 基礎データ
- 所在地 茨城県猿島郡境町1327-1 MGMパワーセンター境店2階内[1]
- エリア面積 約1700m2
- 座席数 有料定員制・300席（ただしコロナウイルス感染拡大防止の観点から当面は席数を減らして営業）[1]
- 窓口 キャッシュレス投票端末18台、入出金（払い戻し）端末6台[1]
- 交通
  - 自動車：首都圏中央連絡自動車道 境古河インターチェンジ下車 約4.4km
  - 鉄道・バス：東武動物公園駅・川間駅（いずれも東武鉄道）から、朝日バスの境車庫方面行きで「道の駅さかい」バス停下車、徒歩5分（東武動物公園駅より40分、川間駅発着は本数僅少）。またはJR古河駅から、朝日バス境車庫方面行きで「境町（河岸の駅さかい）」下車、徒歩15分（古河駅発は、「道の駅さかい」は経由しない）。
- 20歳未満は、保護者同伴であっても入場禁止となっており、その場合は保護者に対する利用券のチケットは販売しない。

## 参考資料
- 茨城境場外勝馬投票券発売所の設置について（日本中央競馬会、2019年8月1日）